# إسحاق سي. بيتس
إسحاق سي. بيتس هو محامي وسياسي أمريكي، ولد في 23 يناير 1779 في غرانفيل في الولايات المتحدة، وتوفي في 16 مارس 1845 في واشنطن العاصمة في الولايات المتحدة. نشط حزبياً في الحزب الفيدرالي الأمريكي.

## مناصب
- انتخب عضو مجلس الشيوخ الأمريكي [الإنجليزية]‏ عن دائرة Massachusetts Class 2 senate seat ‏ وقد انضم خلال فترته النيابية [الإنجليزية]‏ (4 مارس 1845 – 16 مارس 1845) للكتلة البرلمانية حزب اليمين.
- انتخب عضو مجلس الشيوخ الأمريكي [الإنجليزية]‏ عن دائرة Massachusetts Class 2 senate seat ‏ وقد انضم خلال فترته النيابية [الإنجليزية]‏ (4 مارس 1843 – 4 مارس 1845) للكتلة البرلمانية حزب اليمين.
- انتخب عضو مجلس الشيوخ الأمريكي [الإنجليزية]‏ عن دائرة Massachusetts Class 2 senate seat ‏ وقد انضم خلال فترته النيابية [الإنجليزية]‏ (4 مارس 1841 – 4 مارس 1843) للكتلة البرلمانية حزب اليمين.
- انتخب عضو مجلس الشيوخ الأمريكي [الإنجليزية]‏ عن دائرة Massachusetts Class 2 senate seat ‏ وقد انضم خلال فترته النيابية [الإنجليزية]‏ (13 يناير 1841 – 4 مارس 1841) للكتلة البرلمانية حزب اليمين.
- انتخب عضو مجلس نواب ماساتشوستس ‏.
- انتخب عضو مجلس النواب الأمريكي.
- انتخب عضو مجلس الشيوخ الأمريكي [الإنجليزية]‏ عن دائرة ماساتشوستس (13 يناير 1841 – 16 مارس 1845).